# X обикновено народно събрание
Десетото обикновено народно събрание (X ОНС) е народно събрание на Княжество България, заседавало от 16 май 1899 до 29 ноември 1900, брой народни представители – 169. X ОНС заседава в сградата на Народното събрание в София. Разпуснато е предсрочно.

## Избори
Изборите за X ОНС са насрочени с указ на княз Фердинанд I № 125 от 5 март 1899 г. Провеждат се на 25 април/7 май и 2 май/14 май същата година и са спечелени от Либералната и Народнолибералната партия, които участват с обща листа. Последвалите частични избори през септември 1899 г. дават предимство на партията на либералите, която образува самостоятелно правителство. Избирателната активност е 49,5%.

### Разпределение на места
Местата в парламента са разпределени, както следва:
- Либерална партия (радослависти) – 89 места
- Народнолиберална партия – 19 места
- Прогресивнолиберална партия – 8 места
- Народна партия – 2 места
- Демократическа партия – 10 места
- БРСДП – 4 места
- БЗНС – 0 места
- Консервативна партия – 1 място
- други партии – 4 места
- безпартийни – 32 места

Невалидни гласове / бюлетини – 36 677 гласа.

## Разпускане
Опитите на правителството да възстанови натуралния десятък довеждат до „селски бунтове“ и изостряне на икономическата и политическата криза в страната. Задълбочават се и противоречията между управляващите Народнолиберална и Либерална партия (радослависти). Парламентът е разпуснат с указ на княза. С това и новият век започва с традиционното предсрочно разпускане на Народното събрание – политическа участ не само на седем от предхождащите го, но и на следващите XI, XII, XIII и XIV народни събрания, избирани и действали до свикването на V велико народно събрание през 1911 г.

## Сесии
Дейността на това народно събрание се ограничава в периода 16 май 1899 – 20 октомври 1900 г., в който е свикано на две редовни и една извънредна сесия. Между приетите от него закони са Законът за общинските налози и Законът за празничните дни в Княжеството.

### Редовни
- I редовна (15 октомври 1899 – 23 януари 1900)
- II редовна (15 октомври – 29 ноември 1900)

### Извънредни
- I извънредна (16 май – 28 юни 1899)

## Бюро

### Председатели
- Димитър Вачов (16 май – 1 октомври 1899)
- Жечо Бакалов (18 октомври 1899 – 29 ноември 1900)

### Подпредседатели
- Атанас Краев
- Сава Иванчов
- Константин Панайодов
- Йов Титоров
- Христо Попов

## Законопроекти
- Закон за разширяване мрежата на Български държавни железници (БДЖ) и построяване на железопътна линия Чирпан-Скобелев[4]
- Закон за подпомагане на земеделческото население, пострадало от сушата[5]
- Закон за образуване земеделчески стопанства[6]
- Закон за общинските налози[7]
- Закон за десятъка върху земните произведения (десятък върху произведенията в натура и пари)[8]
- Закон за пенсиите на чиновниците по гражданското ведомство[9]
- Закон за военните пенсии[10]
- Закон за държавните и общинските пътища[11]
- Закон за празничните дни в Княжеството[12]